# Mezzamorphis
Mezzamorphis è il secondo album in studio del gruppo rock britannico Delirious?, pubblicato nel 1999.

## Tracce
1. Mezzanine Floor – 3:44
2. Heaven – 3:59
3. Follow – 4:39
4. Bliss – 3:15
5. It's OK – 4:08
6. Metamorphis – 4:20
7. See the Star – 3:30
8. Gravity – 3:18
9. Beautiful Sun – 4:35
10. Love Falls Down – 3:58
11. Blindfold – 5:58
12. Kiss Your Feet – 4:19

## Formazione
- Martin Smith - voce, chitarra
- Stuart "Stu G" Garrard - chitarra, cori
- Stewart Smith - batteria, percussioni, cori
- Jon Thatcher - basso, tastiere, theremin
- Tim Jupp - tastiere, programmazioni
- Tony Patoto - cori